# Begonia cacauicola
Espèce
Begonia cacauicola est une espèce de plantes de la famille des Begoniaceae. Ce bégonia est originaire du Brésil. L'espèce fait partie de la section Begonia. Elle a été décrite en 1999 par Stephen F. Smith et Dieter Carl Wasshausen (1938-…), à la suite des travaux de Lyman Bradford Smith (1904-1997).
L'épithète spécifique cacauicola, du portugais cacau (cacao) et du latin cola (qui pousse près du cacao), fait référence au fait que l'espèce a été découverte en 1965 au Brésil, près d'une plantation de cacao.

## Répartition géographique
Cette espèce est originaire du pays suivant : Brésil.